# Tour de Cologne 2016
La 100e édition du Tour de Cologne a eu lieu le 12 juin 2016. La course fait partie du calendrier UCI Europe Tour 2016 en catégorie 1.1.

## Présentation

### Équipes
Classé en catégorie 1.1 de l'UCI Europe Tour, le Tour de Cologne est par conséquent ouvert aux WorldTeams dans la limite de 50 % des équipes participantes, aux équipes continentales professionnelles, aux équipes continentales et aux équipes nationales.
Vingt-deux équipes participent à ce Tour de Cologne - cinq WorldTeams, cinq équipes continentales professionnelles et douze équipes continentales :
| UCI WorldTeams  | UCI WorldTeams | UCI WorldTeams |
| Nom de l'équipe | Pays           | Code           |
| --------------- | -------------- | -------------- |
| BMC Racing      | États-Unis     | BMC            |
| Dimension Data  | Afrique du Sud | DDD            |
| Giant-Alpecin   | Allemagne      | TGA            |
| Lotto NL-Jumbo  | Pays-Bas       | TLJ            |
| Lotto-Soudal    | Belgique       | LTS            |

| Équipes continentales professionnelles | Équipes continentales professionnelles | Équipes continentales professionnelles |
| Nom de l'équipe                        | Pays                                   | Code                                   |
| -------------------------------------- | -------------------------------------- | -------------------------------------- |
| Bora-Argon 18                          | Allemagne                              | BOA                                    |
| Delko-Marseille Provence-KTM           | France                                 | DMP                                    |
| ONE                                    | Royaume-Uni                            | ONE                                    |
| Stölting Service Group                 | Allemagne                              | SSG                                    |
| Topsport Vlaanderen-Baloise            | Belgique                               | TSV                                    |

| Équipes continentales           | Équipes continentales | Équipes continentales |
| Nom de l'équipe                 | Pays                  | Code                  |
| ------------------------------- | --------------------- | --------------------- |
| Christina Jewelry               | Allemagne             | SGT                   |
| Heizomat                        | Allemagne             | THF                   |
| Hrinkow Advarics Cycleang       | Autriche              | HAC                   |
| Kuota-Lotto                     | Allemagne             | TKG                   |
| Leopard                         | Luxembourg            | LPC                   |
| LKT Brandenburg                 | Allemagne             | LKT                   |
| 3M                              | Belgique              | MMM                   |
| Rabobank Development            | Pays-Bas              | RDT                   |
| Rad-net Rose                    | Allemagne             | RNR                   |
| Sauerland NRW-Henley & Partners | Allemagne             | SVL                   |
| Stradalli-Bike Aid              | Allemagne             | BAI                   |
| Vorarlberg                      | Autriche              | VOL                   |

### Règlement de la course

#### Primes
Les vingt prix sont attribués suivant le barème de l'UCI,. Le total général des prix distribués est de 14 477 €.
| Position | 1er     | 2e      | 3e      | 4e    | 5e    | 6e    | 7e    | 8e    | 9e    | 10e à 20e |
| Prix     | 5 785 € | 2 895 € | 1 445 € | 715 € | 580 € | 433 € | 433 € | 287 € | 287 € | 147 €     |

## Classements

### Classement final
| Classement final | Classement final     | Classement final | Classement final            | Classement final   |
|                  | Coureur              | Pays             | Équipe                      | Temps              |
| ---------------- | -------------------- | ---------------- | --------------------------- | ------------------ |
| 1er              | Dylan Groenewegen    | Pays-Bas         | Lotto NL-Jumbo              | en 4 h 42 min 45 s |
| 2e               | André Greipel        | Allemagne        | Lotto-Soudal                | m.t                |
| 3e               | Nikias Arndt         | Allemagne        | Giant-Alpecin               | m.t                |
| 4e               | Kristian Sbaragli    | Italie           | Dimension Data              | m.t                |
| 5e               | Mark Renshaw         | Australie        | Dimension Data              | m.t                |
| 6e               | Gerald Ciolek        | Allemagne        | Stölting Service Group      | m.t                |
| 7e               | Pascal Ackermann     | Allemagne        | Rad-net Rose                | m.t                |
| 8e               | Phil Bauhaus         | Allemagne        | Bora-Argon 18               | m.t                |
| 9e               | Pieter Vanspeybrouck | Belgique         | Topsport Vlaanderen-Baloise | m.t                |
| 10e              | Steele Von Hoff      | Australie        | ONE                         | m.t                |
| modifier         |                      |                  |                             |                    |

### UCI Europe Tour
Ce Tour de Cologne attribue des points pour l'UCI Europe Tour 2016, par équipes seulement aux coureurs des équipes continentales professionnelles et continentales, individuellement à tous les coureurs sauf ceux faisant partie d'une équipe ayant un label WorldTeam.
| Position           | 1er | 2e | 3e | 4e | 5e | 6e | 7e | 8e | 9e | 10e | 11e | 12e | 13e à 15e | 16e à 25e |
| Classement général | 125 | 85 | 70 | 60 | 50 | 40 | 35 | 30 | 25 | 20  | 15  | 10  | 5         | 3         |